# Сант'Анђело (Козенца)
Сант'Анђело (итал. Sant'Angelo) је насеље у Италији у округу Козенца, региону Калабрија.
Према процени из 2011. у насељу је живело 560 становника. Насеље се налази на надморској висини од 542 м.